# Artabotrys tomentosus
Artabotrys tomentosus là loài thực vật có hoa thuộc họ Na. Loài này được Nurainas mô tả khoa học đầu tiên năm 2004.